# 南下坡清真寺
39°55′00″N 116°26′15″E / 39.9165701°N 116.4375543°E
南下坡清真寺，位于北京市朝阳区朝阳门外南下坡。1986年5月，朝阳区人民政府将“南下坡清真寺”公布为“北京市朝阳区文物保护单位”。

## 简介
南下坡清真寺位于朝阳区朝外街道朝阳门外南下坡。清朝光绪年间由当地回民集资创建，一直是当地回民的礼拜场所，也是北京市回民殡葬管理所的所在地。回族的中国共产党党员马骏牺牲后，其夫人杨秀荣按照伊斯兰教传统，在南下坡清真寺洗礼后，安葬在该寺附近的回民公墓。南下坡清真寺内，现存庆亲王奕劻于清朝光绪二十八年（1902年）题写的“纲为二五”匾额，还存有马骏墓碑一块（由马骏夫人题写碑文）。1986年，南下坡清真寺接受修缮。1986年5月，朝阳区人民政府公布南下坡清真寺为朝阳区文物保护单位。
南下坡清真寺现存山门、正殿、南北配殿，并且附有南北配房。正殿采用“勾连搭”式，分为卷棚、前殿、中殿、后殿四个部分。卷棚三间。卷棚、前殿、中殿、后殿分别有起脊屋顶，用勾连搭相连。正殿平面呈十字形，后殿起亭。